# Marin Begović
Marin Begović (ur. 15 października 1986 w Zadarze) – chorwacki wioślarz.

## Osiągnięcia
- Mistrzostwa Świata Juniorów – Ateny 2003 – czwórka bez sternika – 4. miejsce[1].
- Mistrzostwa Świata Juniorów – Banyoles 2004 – czwórka bez sternika – 2. miejsce[1].
- Mistrzostwa Świata U-23 – Amsterdam 2005 – czwórka bez sternika – 5. miejsce[1].
- Mistrzostwa Świata U-23 – Hazewinkel 2006 – ósemka – 8. miejsce[1].
- Mistrzostwa Świata – Monachium 2007 – dwójka ze sternikiem – 6. miejsce[1].
- Mistrzostwa Europy – Brześć 2009 – ósemka – 7. miejsce[1].